# عبد السلام عاشور
العميد عبد السلام عاشور هو ضابط أمن ليبي شغل منصب وزير الداخلية في حكومة الوفاق الوطني في الفترة من 16 فبراير 2018 إلى 7 أكتوبر 2018. حل عاشور محل العارف الخوجة بسبب تدهور صحة سلفه. خلال فترة ولايته، كافحت حكومة الوفاق الوطني لتأمين العاصمة الليبية طرابلس حيث يفوق عدد الميليشيات المختلفة عدد القوات النظامية الحكومية. واستبدل عاشور بفتحي باشاغا بعد اشتباكات طرابلس 2018 في طرابلس، وهو قيادي من مصراتة مرتبط بجماعات مسلحة هناك.